# Roridula
Roridula es un género de plantas de Sudáfrica, el único género de la familia Roridulaceae. Tiene muchas de las adaptaciones de planta carnívora, especialmente la posesión de pelos pegajosos que atrapan insectos. No digieren directamente los animales capturados. En su lugar, presenta una asociación mutualista con una especie de insecto, Pameridea roridulae (un tipo de "chinche asesino"), que se alimenta de los insectos atrapados. La planta obtiene sus nutrientes de los desechos mutualismo, que sirven como fertilizantes del suelo. Si esta planta debe considerarse carnívora o no es, esencialmente, una cuestión de estilo. El género tiene solo dos especies, Roridula gorgonias Planch. y Roridula dentata L., y es el único género en la familia Roridulaceae.

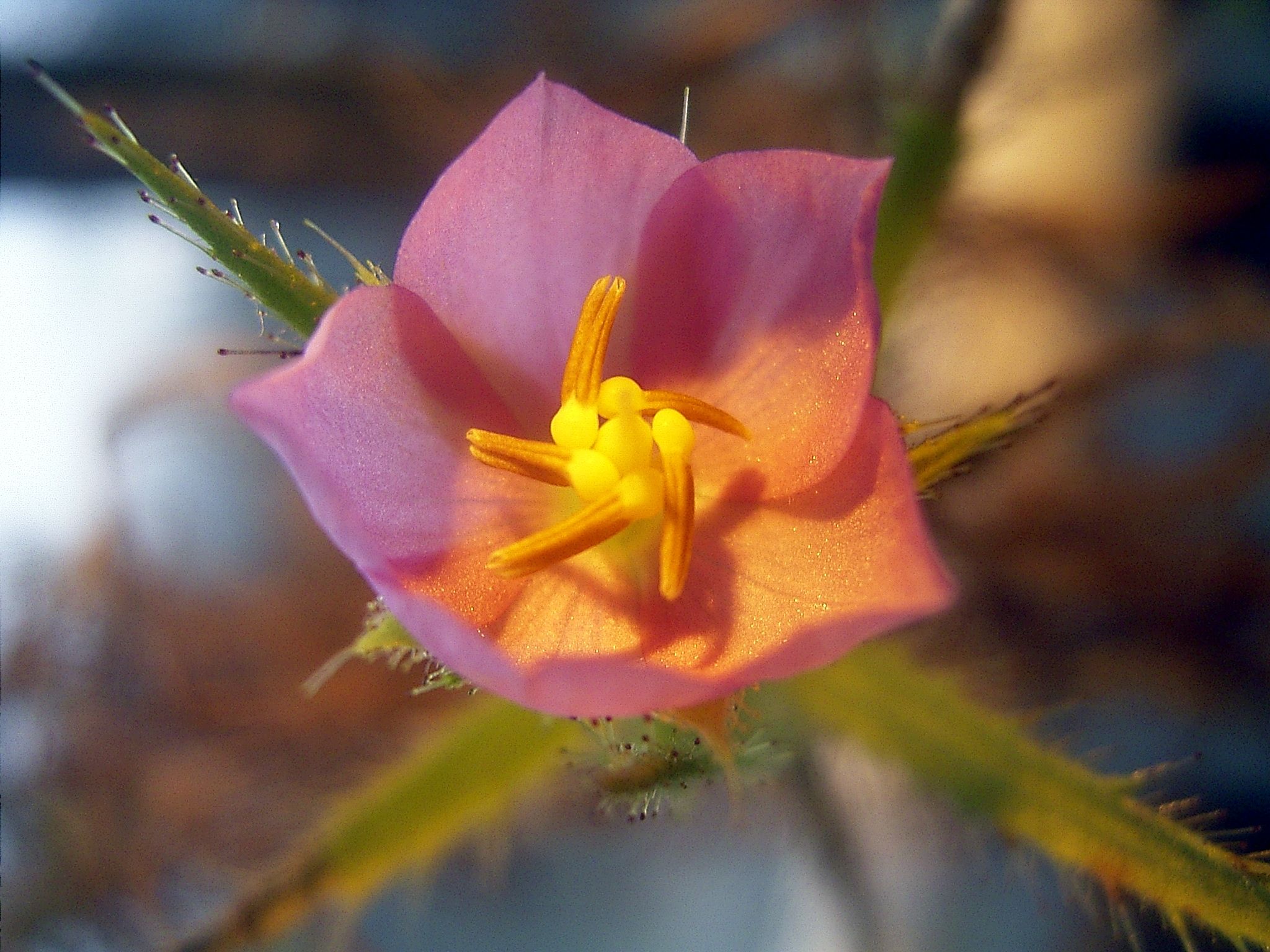
Roridula dentata